# Jesús Martínez de la Cal
Jesús „Chuchi“ Martínez de la Cal (* 5. Dezember 1980 in Valladolid) ist ein ehemaliger spanischer Handballspieler.

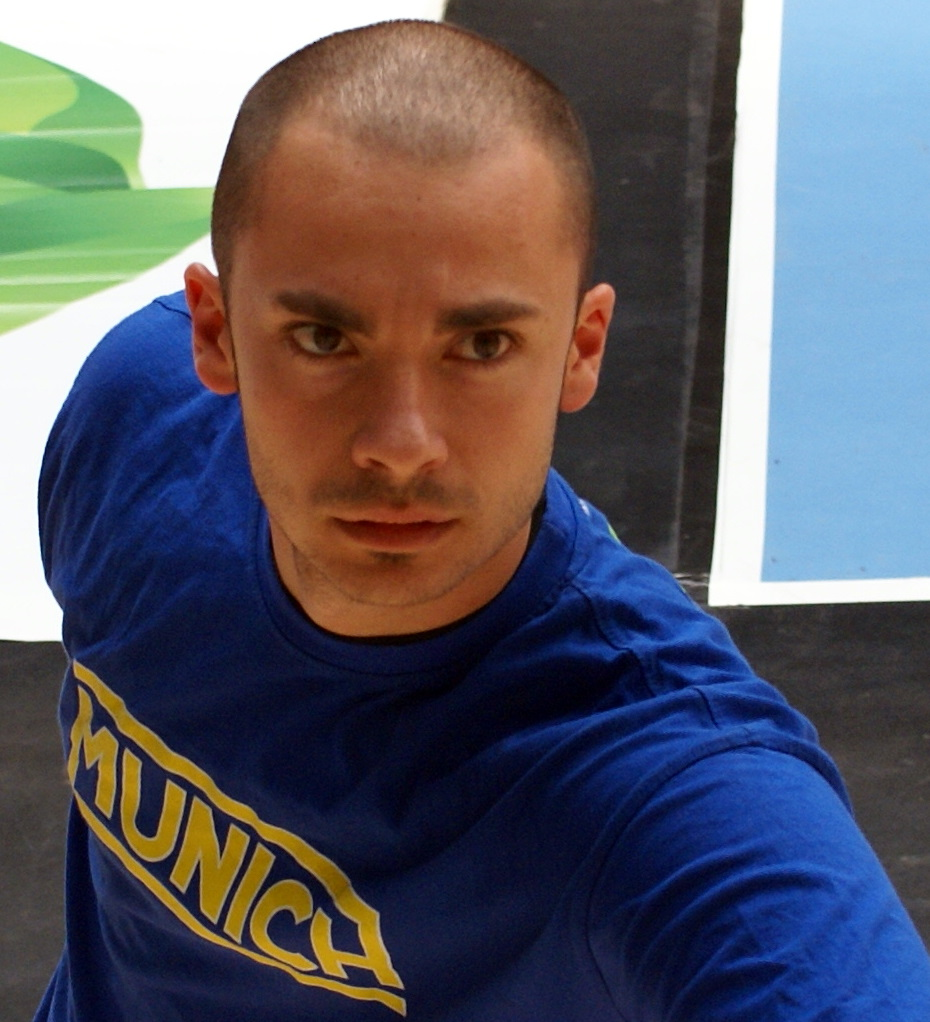
Jesús Martínez de la Cal (2009)

Der 1,79 m große linke Außenspieler lief von 1998 bis 2004 für den spanischen Verein BM Valladolid in der Liga ASOBAL auf. Mit Valladolid erreichte er in der ersten spanischen Liga dreimal den fünften Rang als beste Platzierung. Im spanischen Königspokal verlor man das Finale im Jahr 2000 gegen den FC Barcelona 28:34. In der Copa  ASOBAL 2002 revanchierte sich Valladolid mit einem knappen 28:27. Im Europapokal gelang ebenfalls mehrfach der Sprung bis ins Endspiel. Im EHF-Pokal 1998/99 unterlag man dem SC Magdeburg nach einem 25:21 zu Hause noch 22:33 in Deutschland. Auch im Euro-City-Cup 1999/2000 reichte ein 32:27 im Rückspiel nach der 23:30-Hinspielniederlage beim TV Großwallstadt nicht zum Titel. In der EHF Champions Trophy unterlag man 2003 im Finale erneut Barcelona 29:30. Im Europapokal der Pokalsieger 2003/04 gewann der spanische Verein Portland San Antonio beide Partien.
Von 2004 bis 2007 spielte „Chuchi“ Martínez für den Mittelfeldklub BM Ciudad de Almería.
2007 kehrte er nach Valladolid zurück. In den Spielzeiten 2008/09 und 2009/10 wurde der Außenspieler mit seinem Stammverein jeweils Dritter der Liga ASOBAL. Seinen größten Triumph feierte Martínez im Europapokal der Pokalsieger 2008/09. Im Finale gegen die HSG Nordhorn gewann man den Titel nach einer 30:31-Hinspielniederlage und einem 24:23-Sieg im Rückspiel dank der mehr erzielten Auswärtstore.
Bei seiner einzigen Teilnahme an der EHF Champions League erzielte „Chuchi“ Martínez beim 37:27-Sieg bei A. C. PAOK Thessaloniki am 11. November 2009 mit 17 Toren einen neuen Rekord in der Königsklasse.
Nach mehreren Verletzungen beendete er seine Karriere nach derselben Saison.